# Orlen Arena
Die Orlen Arena (Eigenschreibweise: ORLEN Arena, voller Name: Orlen Arena Płock, polnisch Orlen Arena w Płocku) ist eine Mehrzweckhalle in der polnischen Stadt Płock, Woiwodschaft Masowien. Die Veranstaltungshalle ist hauptsächlich die Heimspielstätte der Männer-Handballmannschaft des SPR Wisła Płock. Nur rund 100 m nördlich liegt das Kazimierz-Górski-Stadion, in dem die Fußballmannschaft von Wisła Płock ihre Heimspiele austrägt. Der Namenssponsor ist seit 2010 das Mineralölunternehmen Orlen S.A. Der Vertrag lief zunächst über zehn Jahre.

## Geschichte
Die Orlen Arena wurde am 13. November 2010 mit einem Konzert des französischen Musikers Jean-Michel Jarre eröffnet. Die Halle wird täglich von den Handballspielern des SPR Wisła Płock genutzt. Sie kann aber auch für andere Sportarten wie Volleyball, Basketball, Tennis oder kulturelle Veranstaltungen, Konzerte, Shows, Messen und Ausstellungen genutzt werden. Die Arena war am 25. Februar 2012 Austragungsort für einen Kampfabend der Mixed-Martial-Arts-Organisation Konfrontacja Sztuk Walki (KSW). Im September 2013 fand das jährliche Volleyball-Freundschaftsturnier Memoriał Huberta Jerzego Wagnera mit den Männernationalmannschaften von Polen, Deutschland, der Niederlande und Russland in der Halle von Płock statt. 2018 war die Orlen Arena, neben der Hala Podpromie in Rzeszów und der Hala Sportowa in Częstochowa, Schauplatz der Volleyball-Klub-Weltmeisterschaft.
Die Halle bietet auf ihren in U-Form gestalteten Rängen 5161 Sitzplätze, davon 25 rollstuhlgerechte Plätze. Die Pressetribüne verfügt über 76 Sitzplätze und Breitband-Internetzugang. Die Hallenbeleuchtung mit einer durchschnittlichen Beleuchtungsstärke von 2700 Lux ermöglicht die Übertragung von Sportveranstaltungen im digitalen Fernsehen. Der Konferenzraum verfügt über Platz für 300 Personen. Es wird ein großes Catering und zwei kleinere Buffets geboten. In neun V.I.P.-Logen stehen insgesamt 121 Plätze zur Verfügung. Der Grundriss des kreisförmigen Baus hat einen Durchmesser von 90 m. Das Gebäude hat am höchsten Punkt eine Höhe von 25 m. Im Mittelpunkt beträgt sie 18,5 m. Um die Arena befinden sich 500 Parkplätze für PKWs und 20 Stellplätze für Busse. Besonderes Merkmal der Halle ist die parabolisch-hyperbolisch geformte Seilnetz-Dachkonstruktion, die an einen Reitsattel erinnert. Der Bau besitzt eine transluzente und beleuchtbare Fassade. Um die Halle wurden Grünflächen angelegt. Des Weiteren verfügt der Komplex über einen modernen Spielplatz, einen Skatepark, ein Freiluft-Fitnessstudio, Schachtische, einen Springbrunnen und eine Kletterwand. Moderne Lichtsäulen beleuchten das Gelände. Sie lenken das Licht nach unten, um der Lichtverschmutzung entgegenzuwirken.
Die Orlen Arena wurde als eine von vier polnischen Hallen für die Handball-Weltmeisterschaft der Männer 2023 in Polen und Schweden ausgewählt. Zwei Jahre später ist die Halle ein Spielort der U-21-Handball-Weltmeisterschaft der Männer 2025.

## Galerie

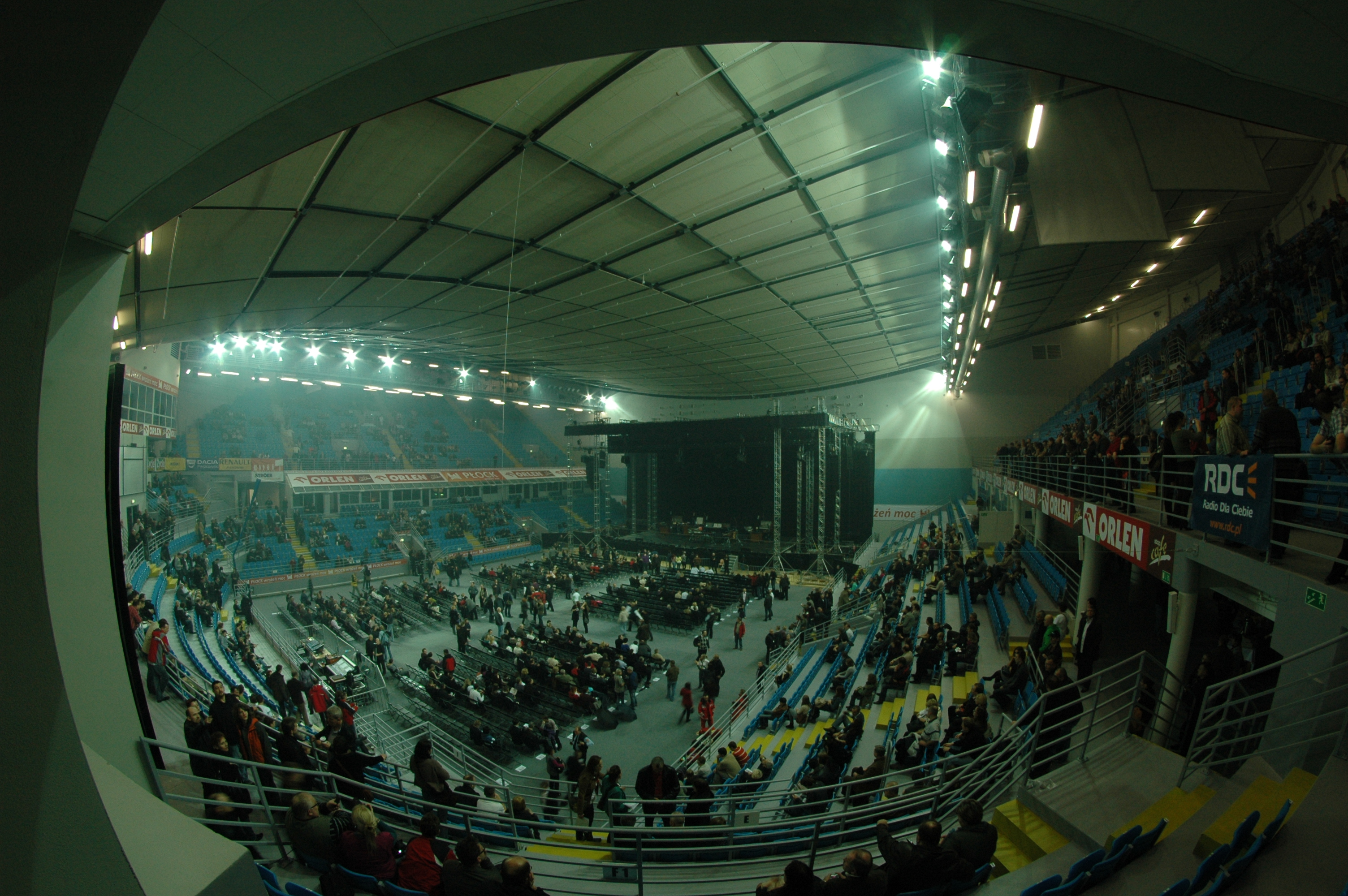
Konzert von Jean-Michel Jarre zur offiziellen Eröffnung am 13. November 2010
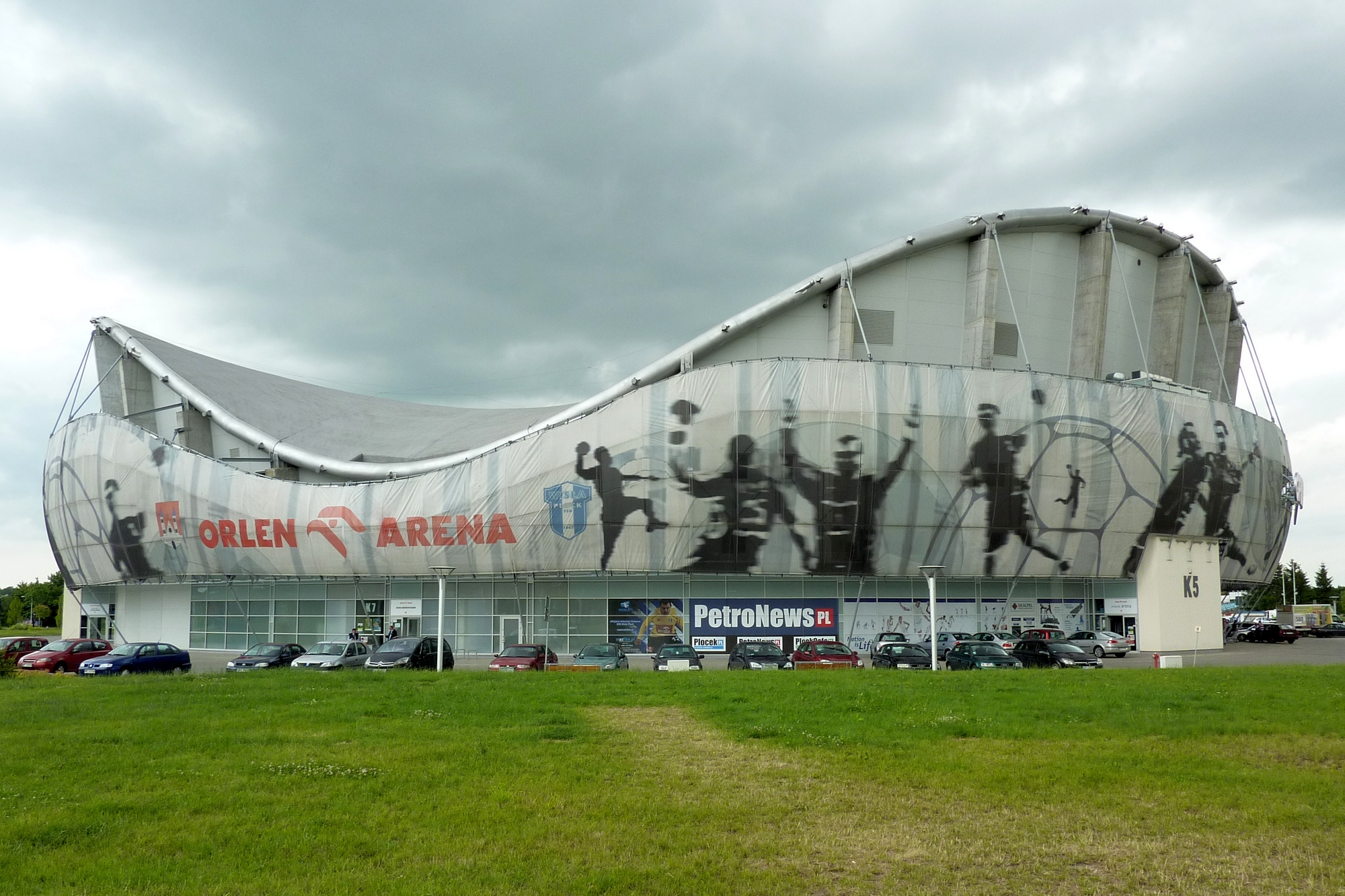
Juli 2013
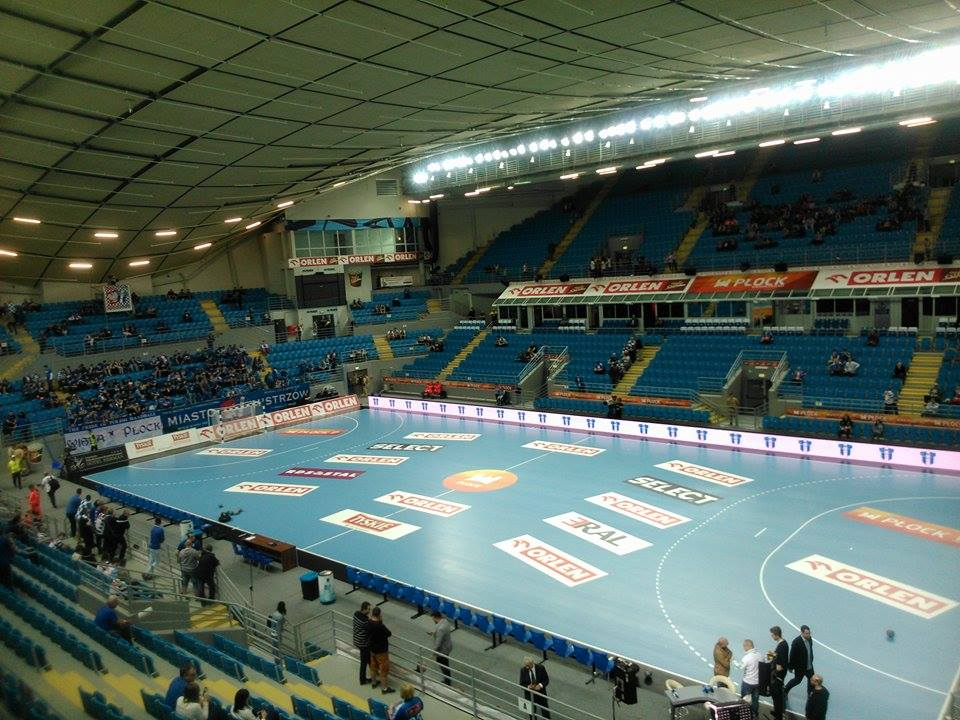
Der Innenraum (Mai 2015)